# Electrometru

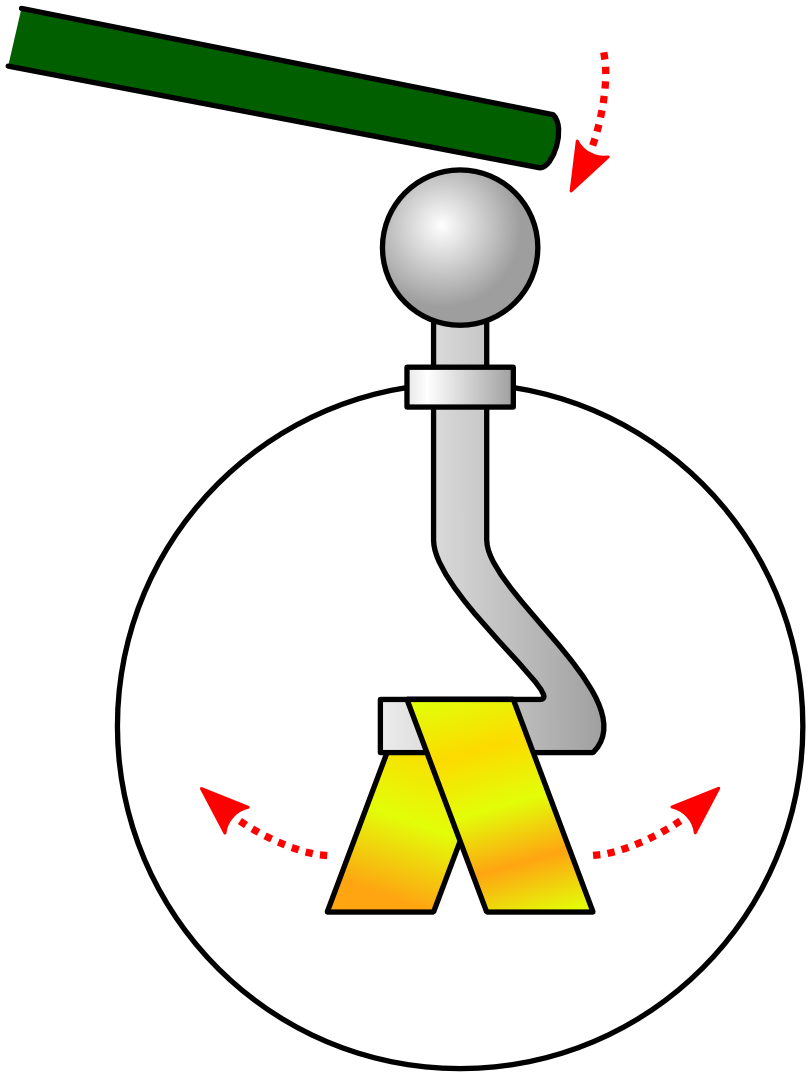
Electroscop cu foiţă de aur

Electrometrul este un instrument electrostatic care servește la măsurarea diferențelor de  potențial și a sarcinilor electrice. El măsoară tensiuni electrice pe cale electrostatică. Instrumentul mai este cunoscut și sub numele de electroscop. Totuși, un electroscop ce dispune de o scală de măsurare calibrată este considerat un electrometru. 
Primul electroscop construit l-a realizat William Gilbert pe la anul 1600, el fiind de fapt și primul instrument electric de măsură. 
Pentru măsurarea potențialelor electrice foarte mici sunt prevăzute amplificatoare pentru electrometre. Masurările sunt fără consum de energie electrică, funcționând electrostatic. 
Principiul constructiv se bazează pe interacțiunea dintre elementele unui sistem de rezistori cu potențiale menținute constante, de exemplu conductoare care constituie un condensator deformabil. Deformarea poate avea loc prin deplasarea unei armături în raport cu cealaltă sau printr-o rotație a armăturii mobile în jurul unui ax fix.
Prin intermediul electroscoapelor au fost descoperite radiațiile cosmice, remarcându-se influența radiațiilor asupra aparatelor ce erau încărcate cu o anumită cantitate de sarcini electrice. Electroscopul permite să se obțină sarcini electrice mult mai mari decât prin frecare.
Substanțele in care sarcinile electrice se deplasează liber se numesc conductoare.
Substanțele în care sarcinile electrice rămân în locurile în care au fost obținute se numesc izolatoare.